# Naturschutzgebiet Saure Epscheid

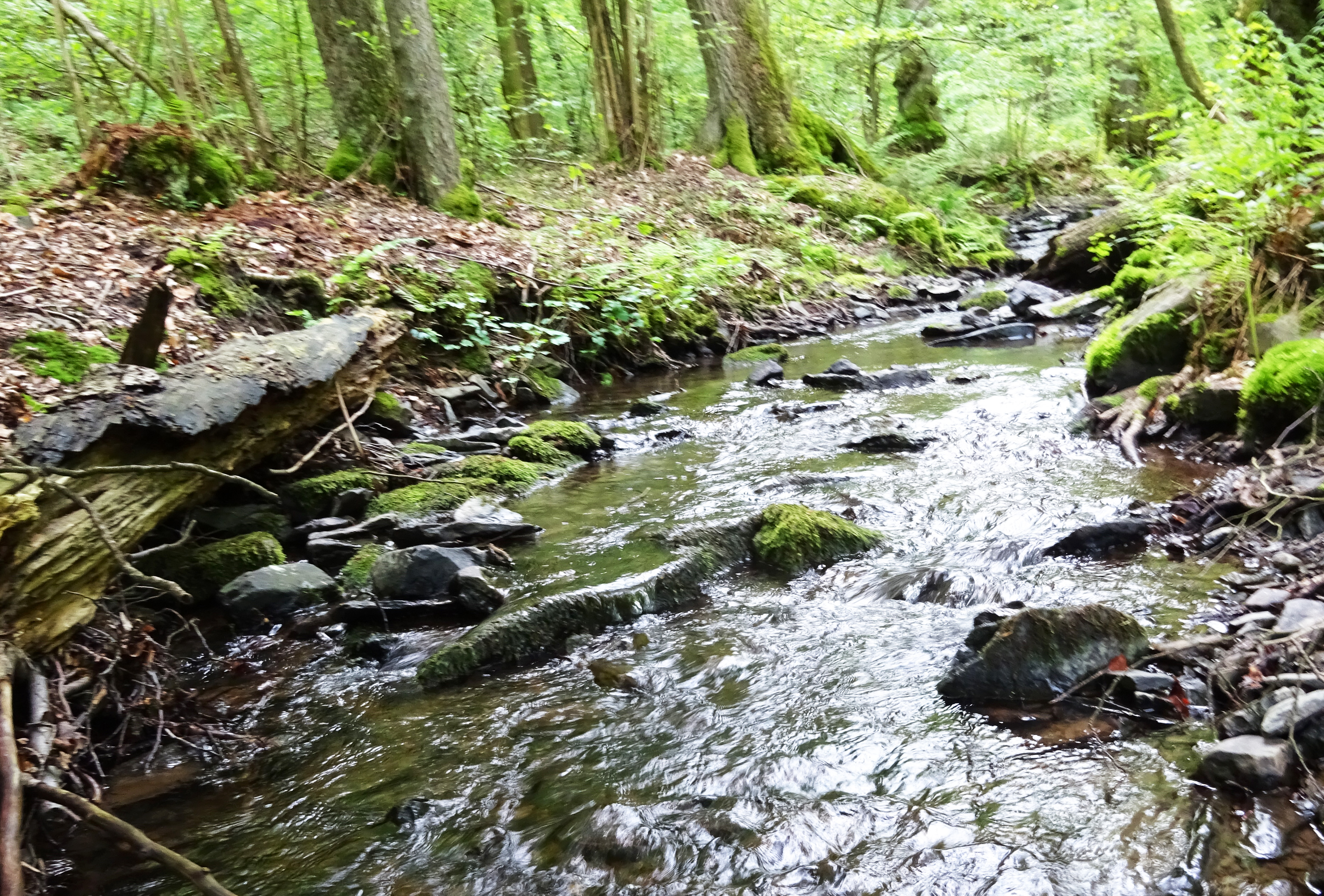

Das Naturschutzgebiet Saure Epscheid (NSG-Kennung EN-008) liegt in der nordrhein-westfälischen Stadt Breckerfeld im Ennepe-Ruhr-Kreis. Es wurde mit dem Landschaftsplan Raum Breckerfeld 1987 vom Kreistag des Ennepe-Ruhr-Kreises ausgewiesen. Es ist rund drei Hektar groß und umfasst einen Bachtalabschnitt der Sauren Epscheid. Dieser befindet sich in einem Waldbereich im Osten des Stadtgebiets zwischen den Ortsteilen Epscheid und Bühren. Im Norden, auf Hagener Stadtgebiet, schließt das Naturschutzgebiet Bachtal Saure Epscheid direkt an.

## Gebietsbeschreibung
Naturräumlich zählt der Bereich zur Dahler Volmeschlucht innerhalb des Märkischen Oberlands im Rheinischen Schiefergebirge. Die Saure Epscheid ist ein kleiner Mittelgebirgsbach (LAWA-Fließgewässertyp 5), der im Zusammenfluss mit der Süßen Epscheid zum Epscheider Bach wird, der wiederum in die Volme mündet.
Das Naturschutzgebiet erstreckt sich über einen rund 800 Meter langen Abschnitt des Baches und entspricht dem dort in nord-südlicher Richtung verlaufenden Talgrund; es weist nur geringe Breiten zwischen ca. 25 und 70 Metern auf.
Innerhalb des Gebietes gibt es einen Höhenunterschied von rund 29 m. Das Bachtal wird von steilen Hängen begleitet; es ist rund 100 Meter tief ins Gebirge eingeschnitten und zählt geomorphologisch zu den Sohlenkerbtälern (Kerbtal mit schmaler Talsohle).
Ebenso wie die umgebenden Hangbereiche ist das NSG nahezu vollständig bewaldet. Prägend ist im Uferbereich der Bach-Erlen-Eschen-Wald mit entsprechender Krautschicht. Die Pflanzenbestände am Bach kommen der potenziellen natürlichen Vegetation sehr nahe.
Kleinflächig kommen Pestwurz- und Hochstaudenfluren vor. In weniger feuchten Randlagen gibt es stellenweise Übergänge vom lockeren Eschen-Erlen-Auwald zum Eichen-Hainbuchen-Wald. 
Einige Teile des Gebiets wurden ehemals als Grünland genutzt; die Sukzession zum Wald war jedoch bereits Ende des 20. Jahrhunderts weit fortgeschritten.

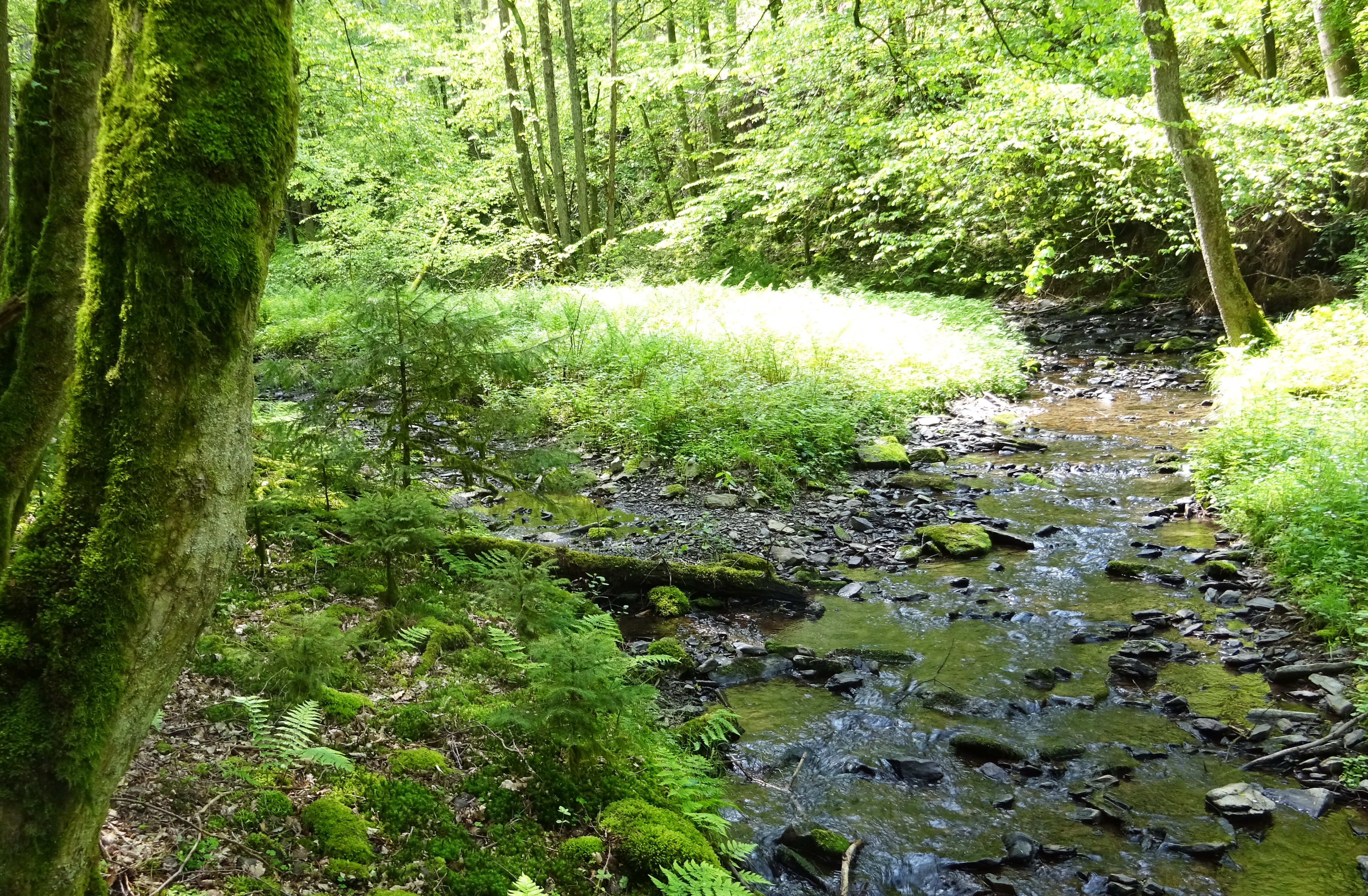

Der mäandrierende Bachlauf teilt sich im NSG mehrfach und schafft dadurch von Nässe und kleinräumigen Veränderungen geprägte Lebensräume. Er nimmt mehrere seitlich zuströmende Quellbäche (kleine Siepen) auf und ist streckenweise selbst quellbachartig mit begleitenden Quellfluren ausgebildet. Das gefällereiche Bachbett ist steinig und aufgrund der hohen Wasserqualität (Reinheit) mit vielen, auch seltenen Köcherfliegenlarven, Planarien und anderen Wirbellosen sowie mit anspruchsvollen Wassermoosen besiedelt.

## Wert und Schutzziele
Das Landesamt für Natur, Umwelt und Verbraucherschutz Nordrhein-Westfalen führt zum Wert aus: „Bedeutung hat das Gebiet als gut erhaltener naturnaher Gewässerkomplex einer bewaldeten Waldaue mit teils auch seltenen und anspruchsvollen Arten. Die Saure Epscheid ist im Abschnitt ein wichtiger Teil des Gewässerverbundsystems. Neben dem Erhalt der wertgebenden Lebensräume durch weitgehenden Nutzungsverzicht ist eine Umwandlung standortfremd bestockter Bereiche anzustreben.“
Die Unterschutzstellung des Gebietes dient vor allem der Erhaltung eines naturnahen Biotopkomplexes, d. h. des Bachlaufes mit begleitender Aue, insbesondere des Bach-Erlen-Eschen-Waldes. Durch weitreichenden Nutzungsverzicht soll der Talraum mit dem Bach der natürlichen Entwicklung überlassen bleiben. Lediglich auf kleineren Teilflächen mit standortfremden Baumarten ist eine Umwandlung bereits erfolgt bzw. sukzessive vorgesehen.

## Tourismus
Das Naturschutzgebiet wird auf beiden Seiten des schmalen Talraums von Forst- und Wanderwegen begleitet. Die dazwischen liegende Bachaue ist von den Wegen aus einsehbar. Der östliche Weg ist außerdem Teil eines Wald-Lehrpfades.
Da für alle Naturschutzgebiete im Ennepe-Ruhr-Kreis ein striktes Wegegebot gilt und durch dieses Gebiet (den eigentlichen Auenbereich) keine Wege führen, darf die Schutzfläche grundsätzlich nicht betreten werden.